# 卡拉伊奇涅 (特羅伊齊克區)
49°48′13″N 38°17′27″E / 49.80361°N 38.29083°E
卡拉伊奇內（烏克蘭語：Караїчне）是位於烏克蘭東部的村莊，由盧甘斯克州斯瓦托韋區的特羅伊齊克市鎮負責管轄。該村始建於1952年，面積12.5平方公里，海拔高度174米，2001年人口154，人口密度每平方公里12.3人。